# Sent Clar
Sent Clar (en francès Saint-Clar) és un municipi francès situat al departament del Gers i a la regió d'Occitània.

## Demografia
| 1962                                       | 1968  | 1975 | 1982 | 1990 | 1999 | 2006 |
| ------------------------------------------ | ----- | ---- | ---- | ---- | ---- | ---- |
| 1.030                                      | 1.033 | 987  | 972  | 879  | 868  | 980  |
| Des de 1962: població sense dobles comptes |       |      |      |      |      |      |

## Administració
| Període   | Identitat          | Partit |
| --------- | ------------------ | ------ |
| 1977-1989 | André Cellard      | PS     |
| 1989-2008 | Bernard Cassaignau | UDF    |
| 2008-     | David Taupiac      | PS     |

## Personatges il·lustres
- Joan Giraud d'Astros, escriptor occità